# Sobasina sylvatica
Espèce
Sobasina sylvatica est une espèce d'araignées aranéomorphes de la famille des Salticidae.

## Distribution
Cette espèce est endémique de Malaisie. Elle se rencontre dans les Genting Highlands.

## Description
Le mâle holotype mesure 3,9 mm.

## Publication originale
- Edmunds & Prószyński, 2001 : New species of Malaysian Agorius and Sobasina (Araneae: Salticidae). Bulletin of the British Arachnological Society, vol. 12, no 3, p. 139-143 (texte intégral).